# You Drive
"You Drive" is een aflevering van de Amerikaanse televisieserie The Twilight Zone. Het scenario werd geschreven door Earl Hamner Jr..

## Plot

### Opening
Rod Serling introduceert de kijkers aan Oliver Pop, een kantoormedewerker die te kampen heeft met de doorsnee problemen in het leven: zijn baan, zijn salaris en de competitie om altijd de beste te zijn. Op een dag veroorzaakt hij een auto-ongeluk en vlucht weg om zijn daad te verhullen. Maar zijn vluchtpoging leidt hem rechtstreeks naar de Twilight Zone.

### Verhaal
Oliver Pope rijdt op een dag een kind op een fiets aan met zijn auto, omdat hij duidelijk niet met zijn gedachten bij de weg was. In plaats van te stoppen en de zwaargewonde jongen eerste hulp te bieden, gaat hij er snel vandoor. Hij probeert zich zo normaal mogelijk te gedragen, maar zijn vrouw en collega’s merken dat er iets met hem is, omdat hij erg geïrriteerd reageert. Een van Olivers collega’s, Pete Radcliff, wordt nu verdacht van de aanrijding en Oliver doet alles om deze verdenking te stimuleren.
Oliver lijkt weg te komen met zijn daad, maar dan begint zijn auto opeens een eigen leven te leiden. Het voertuig toetert en probeert uit zichzelf weg te rijden wanneer Oliver in de buurt komt. Ook blijft de autoradio het nieuwsbericht over de aangereden jongen, die blijkbaar aan zijn verwondingen is gestorven, afspelen. Wanneer later die dag Olivers vrouw een stukje gaat rijden met de auto, rijdt de auto uit zichzelf naar de plaats van het ongeval. Het lijkt erop dat de auto wil dat Oliver bekent wat hij heeft gedaan.
Oliver besluit voortaan naar zijn werk te lopen, zodat de auto hem met rust laat en het voertuig ook niet gezien zal worden door de politie. De auto rijdt uit zichzelf weg uit Olivers garage en volgt hem op weg naar zijn werk. Even lijkt het erop dat de auto Oliver gaat aanrijden voor wat hij gedaan heeft, maar de auto stopt op het laatste moment en opent zijn deur. Oliver stapt in, waarna de auto uit zichzelf naar het politiebureau rijdt. Oliver stapt uit en gaat het bureau binnen om eindelijk te bekennen dat hij achter het ongeval zat.

### Slot
In zijn slotdialoog waarschuwt Rod Serling de kijkers, dat als ze zelf een keer een misdaad waar hun auto bij betrokken is willen verhullen, ze beter eerst kunnen kijken of zich onder het chroom van de auto niet een geweten bevindt. Vooral indien die misdaad plaatsvindt in de Twilight Zone.

## Rolverdeling
- Edward Andrews: Oliver Pope
- Hellena Westcott: Lillian Pope
- Kevin Hagen: Pete Radcliff
- Totty Ames: Muriel Hastings
- John Hanek: politieagent

## Trivia
- Deze aflevering staat op aflevering 23 van de dvd-reeks.
- De auto in deze aflevering is een Ford Fairlane 2-door Club Sedan uit 1956.